# 1UP.com
1UP.com è stato un sito web di videogiochi, di proprietà della IGN Entertainment, una divisione della News Corporation, in precedenza di proprietà della UGO Entertainment e Ziff Davis. 
Lanciato nel 2003, 1UP.com forniva i propri contenuti originali, notizie, recensioni di giochi, e video interviste; si espandeva anche su articoli in EGM e includeva anche articoli orientati al PC (un'estensione della precedente pubblicazione Games for Windows: The Official Magazine). A differenza di altri siti di videogiochi come GameSpot, IGN e GameSpy, 1UP.com è stato creato sin da principio per essere una sorta di social network rivolta ai videogiocatori. Ogni utente infatti aveva a disposizione un proprio profilo, un blog e una lista di amici sul sito, che venivano integrati nei contenuti editoriali.
Il sito è passato alla UGO nel 2009, a sua volta venduta alla IGN Entertainment nel 2011. Ziff Davis nel febbraio 2013 ha acquisito la IGN, annunciando successivamente la sospensione degli altri siti, tra cui 1UP.com, per concentrarsi maggiormente su IGN.